# Тритузне (Кам'янське)

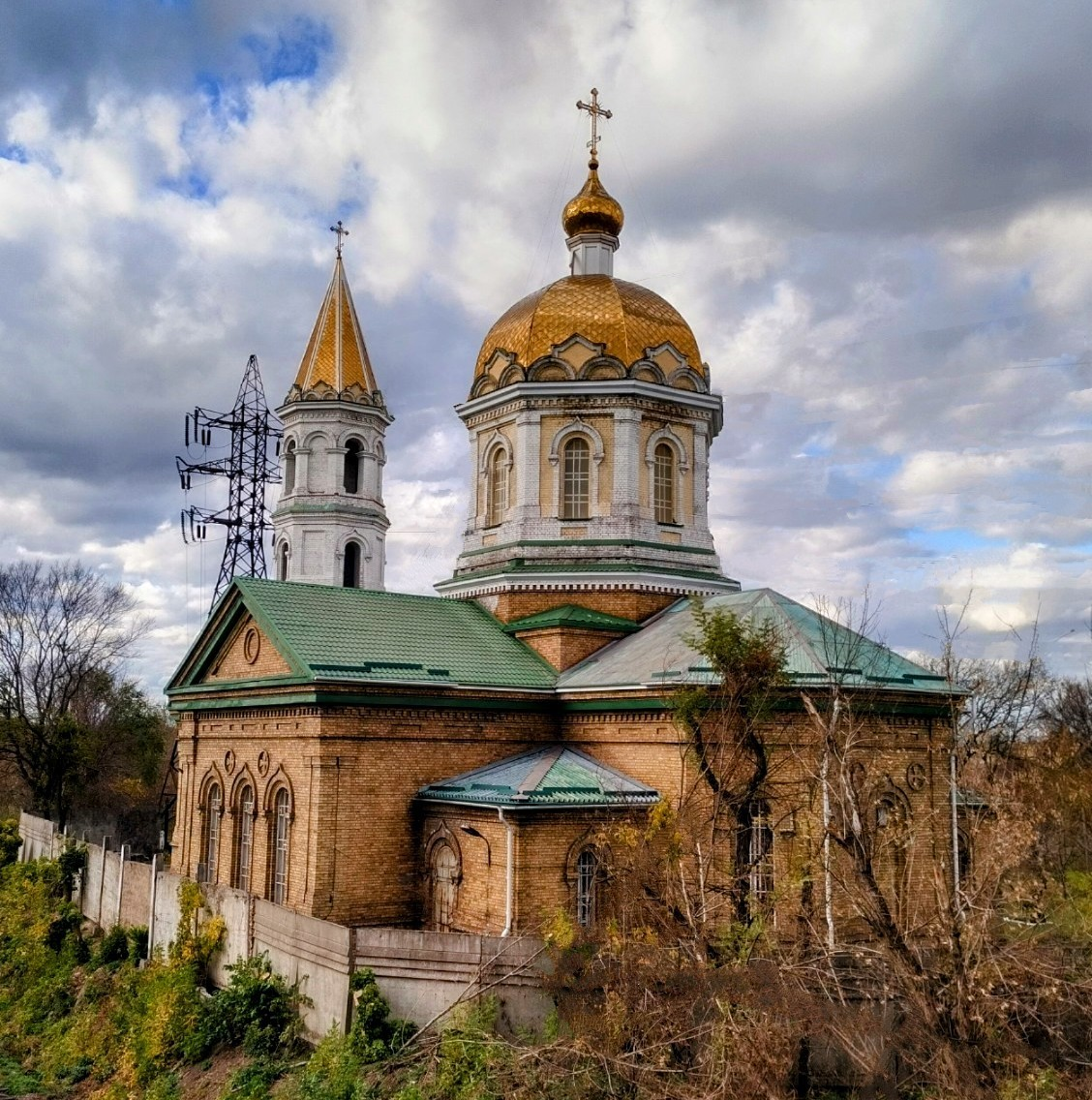
Свято-Миколаївський храм

Тритузне — історична місцевість міста Кам'янське, колишнє козацьке село. Розташоване на правому березі правої притоки Дніпра річки Коноплянка при її впадінні у Дніпро між колишнім Кам'янським (сьогодні — центр Кам'янського) й Карнаухівкою.

## Історія
Назва Тритузне пішла від місцевого запорозького старшині Кодацької паланки Данила Семененка, що прозвався Трейтузом (Тритузом).
За Запорозької Січі входила до Кодацької паланки.
На 1859 рік Тритузне було державним селом. Тут було 256 подвірь 1 православна церква й мешкало 1803 особи.
За часів Російської імперії відносилось до Романківської волості Катеринославського повіту.
На 1886 рік у селі Тритузне мешкало 1580 осіб; було 314 дворів й православна церква.
За переписом 1897 року кількість мешканців зросла до 2528 осіб (1252 чоловічої статі та 1276 — жіночої), з яких всі — православної віри.
Була прокладена залізниця «Запоріжжя-Кам'янське-Тритузна».
За даними на 1908 рік в селі мешала 3114 осіб (1536 чоловіків та 1578 жінок), налічувалось 541 дворове господарство.
Левада — пустинь між Тритузним й Кам'янським була забудована на початку 20 сторіччя 60 будинками. Відомі купці стали власниками будинків № 16 були брати Гузєєви, № 45 — Василь Бабаскін. В одному з 2-х будинків без номерів біля нижньої водокачки проживав батько відомого кам'янчанина, художника-графіка, Роберта Лісовського, учня Георгія Нарбута Антон Лісовський.
Тритузне починалося східніше за одну з найдавніших вулиць Кам'янського — Колеусівської. У місціні вулиці першим поселенцем був запорозький козак козака Колеус (Коліуш).
1938 року Тритузне увійшло у склад Кам'янського.
1946 року Тритузне відселене для будівництва секретного радянського заводу по виробництву атомних, військових бомб та згодом боєголовок. Для спорудження заводу у виселеному селі розмістили полонених німців[джерело?].
Після 1947 року Тритузне було майже повністю поглинене переважно територією Придніпровського хімічного заводу та виселено внаслідок близькості несумісних з санітарними нормами шкідливого виробництва.
Відновлена стара (1820 р.) православна церква Святого Миколая.

## Відомі особистості
В поселенні народився:
- Воронін Леонід Григорович (1908—1983) — радянський фізіолог.